# Oxira griseithorax
Oxira griseithorax är en fjärilsart som beskrevs av W. Warren 1912. Oxira griseithorax ingår i släktet Oxira och familjen nattflyn. Inga underarter finns listade i Catalogue of Life.